# اسپورتس ایلاستریتد
اسپورتس ایلاسترِیتد (به انگلیسی: Sports Illustrated) یک نشریه ورزشی آمریکایی است که متعلق به شرکت تایم است. این مجله بیش‌از سه و نیم میلیون مشترک دارد و هر هفته توسط بیش از ۲۳ میلیون نفر خوانده می‌شود که نزدیک به ۱۸ میلیون آنها را مردها تشکیل می‌دهند.
از جمله رشته‌هایی که در این مجله به آن‌ها پرداخته می‌شود می‌توان به لیگ ملی فوتبال، لیگ برتر بیسبال آمریکا، لیگ ملی هاکی، اتحادیه ملی بسکتبال، فوتبال کالجی، بسکتبال کالجی، نسکار، گلف، بوکس، مسابقه اسب‌دوانی، فوتبال و تنیس اشاره کرد.

## تاریخچه روی جلد نشریه
- بیشترین ورزشکاران روی جلد از سال ۱۹۵۴–۲۰۱۲

| نام ورزشکار    | تعداد حضور |
| -------------- | ---------- |
| مایکل جردن     | ۵۰         |
| محمدعلی کلی    | ۳۷         |
| تایگر وودز     | ۲۴         |
| مجیک جانسون    | ۲۳         |
| کریم عبدالجبار | ۲۲         |
| لبران جیمز     | ۲۰         |
| تام بردی       | ۱۹         |

- بیشترین تیم‌های روی جلد از سال ۱۹۵۴–۲۰۰۸

| نام تیم             | تعداد حضور |
| ------------------- | ---------- |
| لس‌آنجلس لیکرز       | ۶۷         |
| دالاس کاوبویز       | ۴۸         |
| بوستون رد سوکس      | ۴۶         |
| شیکاگو بولز         | ۴۵         |
| بوستون سلتیکس       | ۴۴         |
| لس‌آنجلس داجرز       | ۴۰         |
| سینسیناتی ردز       | ۳۷         |
| سانفرانسیسکو ۴۹ای‌ها | ۳۳         |